# Calothorax pulcher
El colibrí bonito (Calothorax pulcher), también denominado colibrí oaxaqueño, colibrí precioso, colibrí mixteco o tijereta oaxaqueña, es una especie de ave apodiforme de la familia Trochilidae —los colibríes— una de las dos pertenecientes al género Calothorax. Es endémico de México.

## Distribución y hábitat
Se distribuye por el centro sur de México, desde el centro de Guerrero y el sur de Puebla hasta Oaxaca.
El hábitat natural de la especie consiste en matorrales montanos áridos y semiáridos, zonas semiabiertas con arbustos y árboles y bosques ribereños; en altitudes entre 1000 y 2200 m.

## Sistemática

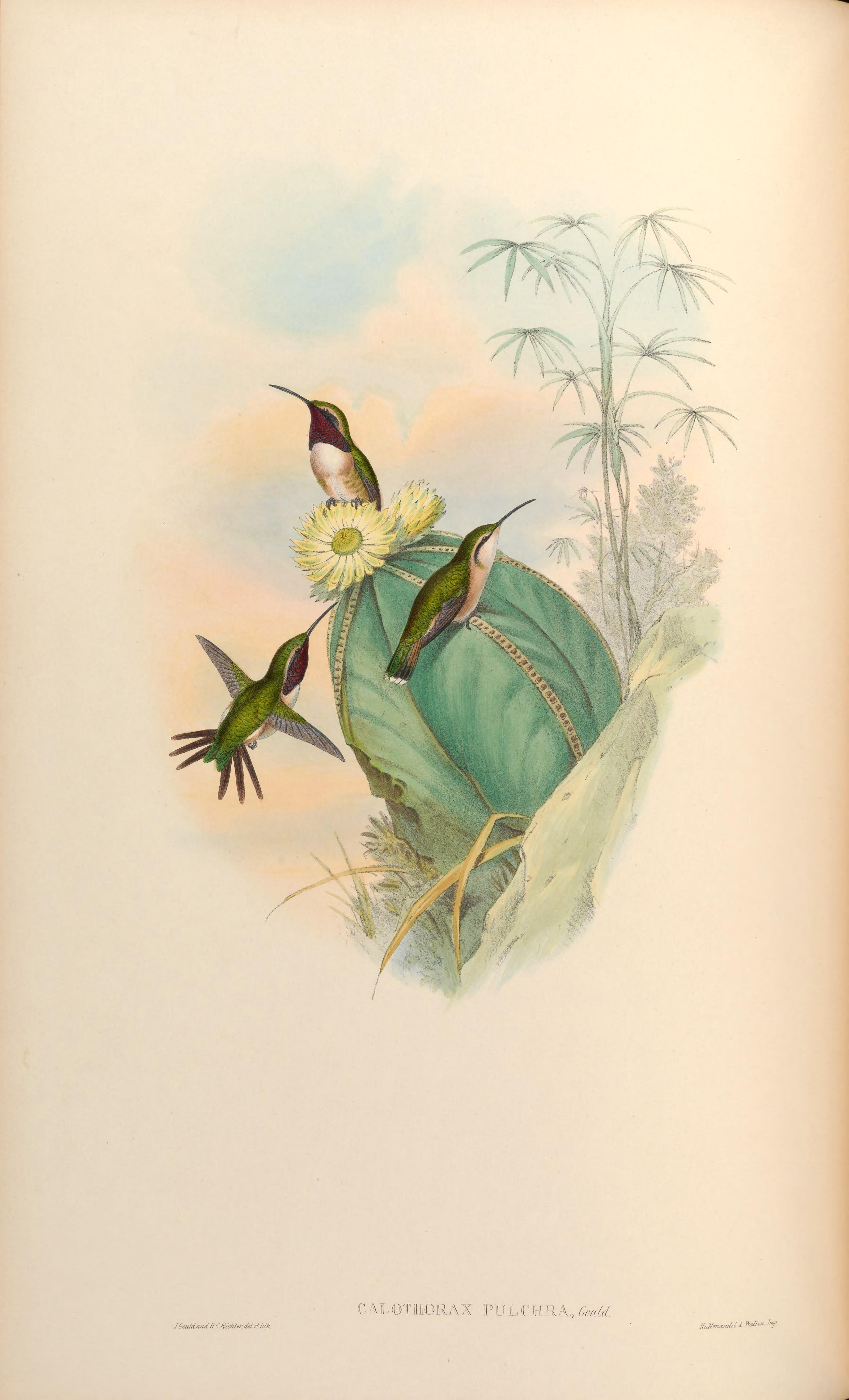
Calothorax pulchra, ilustración de Gould y Richter en A monograph of the Trochilidae, or family of humming-birds 3, 1861.

### Descripción original
La especie C. pulcher fue descrita por primera vez por el ornitólogo británico John Gould en 1859 bajo el mismo nombre científico; su localidad tipo es: «Oaxaca, México».

### Etimología
El nombre genérico masculino «Calothorax» se compone de las palabras del griego «kalos» que significa ‘hermoso’, y «thōrax» que significa ‘pecho’; y el nombre de la especie «pulcher», en latín significa ‘bonito’.

### Taxonomía
Es monotípica.